# Петър Хаджистойчев
Петър Цанков Хаджистойчев е български индустриалец.

## Биография
Роден е на 27 юли 1889 г. в Габрово. Баща му е опълченецът и индустриалец Цанко Петров Хаджистойчев, а майка му Иванка Петкова Цокева. През 1907 г. завършва Априловската гимназия В Габрово. Продължава образованието си в Белгия, а по-късно в Германия, завършвайки Лайпцигското висше търговско училище през 1911 г. След завръщането си в България записва право в Софийския университет.
Участва в Балканската и Междусъюзническата война, като служи в Двадесет и трети пехотен шипченски полк. За проявена храброст на фронта е награден с войишки орден „За храброст“ през 1913 г. Участва в Първата световна война като запасен поручик. За бойни отличия и заслуги във войната е награден с ордени „За военна заслуга“, „Свети Александър“ и сребърен медал „За спасяване на погибающи“. Работи като частен преподавател по немски език и политическа икономия В Априловската гимназия. След приключване на войната се включва в работата на фабрика АД „Братя Петър Хаджисторйчеви“, която произвежда вълнени платове. Избран е за директор и е на тази длъжност до национализацията. През 1933 г. дружеството построява модерна фабрика, оборудвана с машини от Англия и Германия.
От 1922 до 1947 г. е председател на Съюза на габровските индустриалци. От 1924 г. е действителен член на Варненската търговско-промишлена камара. Член е габровския общински съвет в периодите октомври 1921 – февруари 1923 г. и март 1926 – октомври 1934 г. Член на управителните съвети на Воден синдикат „Грамадата“ и на АД „Иван П. Кирчев" в Габрово. По негова инициатива, като председател на Съюза на габровските индустриалци, започва издаването на вестниците „Габровска промишленост“ (1934 – 1935) и „Възход" (1937 – 1944), в които публикува статии и мнения по икономически въпроси. Избран е за член на Управителния съвет на БНБ – Централно управление и участва в Съвета по индустрия към Министерството на търговията, индустрията и труда, в
Управителния съвет на Общия съюз на българските индустриалци.
За обществената си дейност и приноса за развитието на българската промишленост е награден с орден „За гражданска заслуга“ IV спепен.
На 12 май 1949 г. е арестуван и изпратен в трудово-възпитателното общежитие в село Ножарево, а по-късно е преместен в Белене. Условията, при които е принуден да работи и живее, се отразяват тежко на здравето му. След освобождаването си от лагера през септември 1953 г. няма рабопа, не получава и пенсия. Умира на 19 септември 1963 г. в Габрово.